# NMBS/SNCB-Reihe AM 86-89
Die Reihe AM 86-89 (auch Reihe 09) der Belgischen Staatsbahn (NMBS/SNCB) ist eine Baureihe von 120 km/h schnellen zweiteiligen Elektrotriebfahrzeug-Einheiten für den Betrieb mit 3 kV Gleichspannung.
Die erste Bauserie von 35 Einheiten aus Trieb- und Steuerwagen entstand ab 1986. Bei der zweiten Tranche nahezu identischer Fahrzeuge wurden von 35 bestellten Einheiten bis 1991 letztlich nur 17 ausgeliefert. Die Fahrzeuge zeichnen sich insbesondere durch hohe Beschleunigungswerte aus, aufgrund der geringen Reibung gelten das Traktions- und Bremsverhalten der verhältnismäßig leichten Triebwagen jedoch als problematisch. Die Baureihe wird hauptsächlich im Nahverkehr der NMBS/SNCB (insbesondere auf der Ligne 26) rund um Brüssel eingesetzt.
Die Fahrzeuge sind mit automatischen Mittelpufferkupplungen des Systems Georg Fischer ausgestattet. Sie weisen 158 Plätze in der Zweiten und 40 Plätze in der Ersten Wagenklasse auf. Als Novum im Fahrgastkomfort wurde bei dieser Serie erstmals die Sitzanordnung 2 + 2 verwendet, bis dahin hatten Züge des belgischen Nahverkehrs meist die Sitzanordnung 2 + 3. Wegen der charakteristischen Stirnfront aus Polyester haben die Fahrzeuge den Spitznamen Duikbril (=Taucherbrille) erhalten.
Anfang 2012 wurde der Triebwagen 916 als erster nach dem Vorbild der Serie AM 80 modernisiert.

## Einsatzstrecken
- Halle–Vilvoorde
- Halle–Etterbeek–Mechelen
- Geraardsbergen–Halle–Etterbeek–Mechelen
- Mechelen–Leuven
- Louvain-la-Neuve–Leuven
- Antwerpen–Lier–Aarschot–Leuven
- Antwerpen–Mechelen–Brüssel